# 쓰루시역
쓰루시역(일본어: 都留市駅, つるしえき)은 일본 야마나시현 쓰루시에 있는 철도역이다.

## 타는 곳
| 1·2 | ■ 후지 급행 선 | 후지요시다·가와구치코 방면 |
| 1·2 | ■ 후지 급행 선 | 오쓰키·다카오·도쿄 방면    |

## 역세권 정보
- 국도 제139호선
- 주오 자동차도 쓰루 나들목

## 역사
- 1929년 6월 19일: 야무라요코마치역으로서 영업을 개시함.
- 1965년 3월 1일: 쓰루시역으로 역 이름을 변경함.

## 인접역
| 아카사카 오쓰키 방면 | 보통 | 야무라마치 가와구치코 방면 |